# Sittard (Viersen)

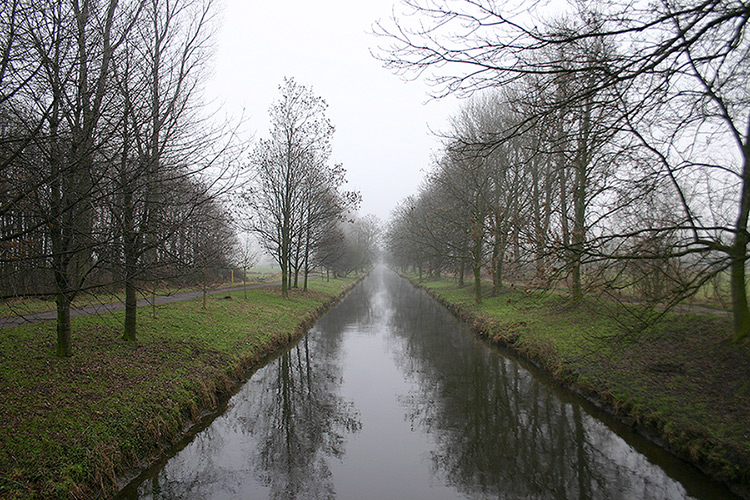
Die Niers in Höhe des Ortsteils Sittard

Das Sittard ist ein landwirtschaftlich geprägter Ortsteil der Stadt Viersen in Nordrhein-Westfalen. Der Ort grenzt an die Stadtteile Alt-Süchteln, Rahser, Clörath und Hagen. Im Westen wird das Sittard durch die Süchtelner Höhen, im Osten durch das Niersbruch begrenzt. Durch das Gebiet des Sittards verlief die heute noch erkennbare Trasse des Nordkanals sowie die Strecke des Schluffs, einer alten Bahnverbindung. Über diese frühere Eisenbahntrasse verläuft im Bereich von Sittard inzwischen eine internationale Radwanderroute, die Fietsallee am Nordkanal.
Die Bebauung des Orts zieht sich hauptsächlich entlang der beiden Hauptstraßen, der Rheinstraße und der Mosterzstraße. Östlich der Rheinstraße existieren kleinere Wohngebiete, die um bestehende Gehöfte herum entstanden sind. Nördlich der Mosterzstraße befindet sich ein Ende der 1980er/Anfang der 1990er Jahre entstandenes Wohngebiet. An der Mosterzstraße befindet sich die örtliche Grundschule, die katholische Martinsschule sowie zwei Kindergärten. An dieser Stelle war auch der Bau einer Pfarrkirche geplant, zu diesem Zweck existierte auch ein Kirchbauverein. Über die Planung kam dieses Vorhaben jedoch nicht hinaus. Aktive Vereine sind die St. Sebastianus Bruderschaft von 1407 und der Martinsverein.
Koordinaten: 51° 17′ N, 6° 23′ O